# Rio Guanipa
O Rio Guanipa é um rio sul-americano que banha a Venezuela.